# Busko-Zdrój
Busko-Zdrój là một thị trấn thuộc huyện Buski, tỉnh Świętokrzyskie ở trung tâm Ba Lan. Thị trấn có diện tích 12 km². Đến ngày 1 tháng 1 năm 2011, dân số của thị trấn là 16742 người và mật độ 1363 người/km².